# Fagraea teysmanii
Fagraea teysmanii là một loài thực vật có hoa trong họ Long đởm. Loài này được Cammerl. mô tả khoa học đầu tiên năm 1923.